# 아코디언 감자
아코디언 감자(accordion--) 또는 하셀박스포타티스(스웨덴어: hasselbackspotatis)는 스웨덴의 감자 요리이다. 아코디언의 주름상자와 비슷한 모양으로 감자에 칼집을 내 오븐에 구운 군감자로, 1953년 스톡홀름의 하셀바켄(Hasselbacken)이라는 음식점에서 일하던 수습 요리사 레이프 엘리손(Leif Elisson)이 처음 개발했다.

## 같이 보기
- 군감자